# Busso Thoma
Busso Thoma, född 1 oktober 1899 i St. Blasien-Immeneich, Schwarzwald, död 23 januari 1945 i Berlin-Plötzenseefängelset (avrättad) var en tysk militär. Han avrättades för att ha deltagit i 20 juli-attentatet 1944 mot Adolf Hitler.